# Memaliaj Fshat
Memaliaj Fshat là một xã trong quận Tepelenë thuộc hạt Gjirokastër, Albania. Dân số năm 2005 là 2559 người.